# 共同の部隊 (自衛隊)

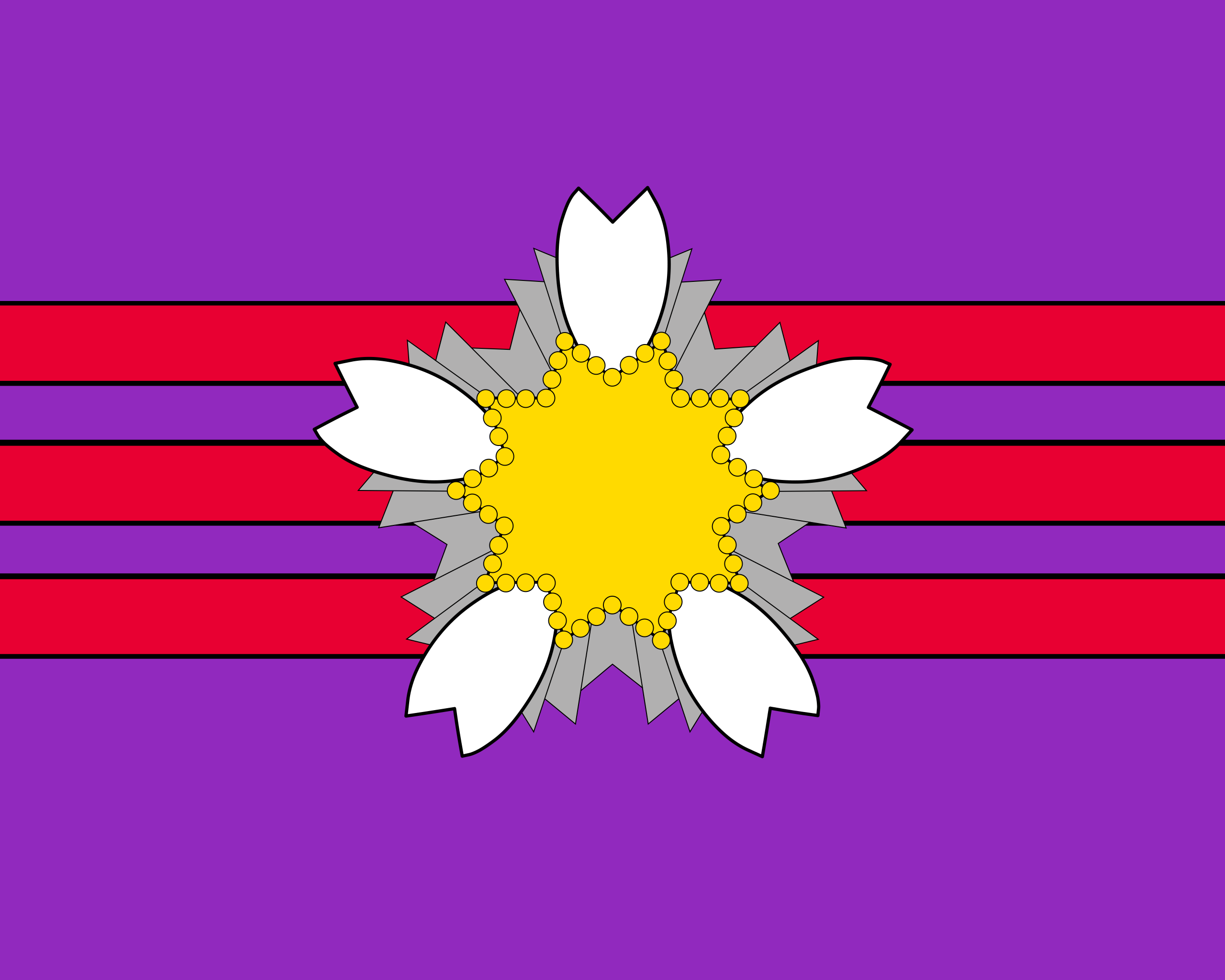
共同の部隊旗

共同の部隊（きょうどうのぶたい、英: Cooperative Units）は、陸上自衛隊、海上自衛隊又は航空自衛隊の防衛大臣直轄部隊であって、統合運用による円滑な任務遂行上一体的運営を図る必要がある場合があると認められ、陸上自衛隊、海上自衛隊および航空自衛隊の共同の部隊として置かれたものである。自衛隊法第21条の2および3、また自衛隊法施行令第30条の16から23に定められている。
従来、自衛隊法第24条第5項の規定により、陸上自衛隊、海上自衛隊および航空自衛隊の「共同の機関」という制度が存在しており、具体的には、自衛隊病院、自衛隊体育学校および自衛隊地方協力本部（かつての自衛隊地方連絡部）が共同の機関として置かれている。
しかしながら「共同の部隊」という制度が存在しなかったため、統合運用の観点から、2007年（平成19年）に自衛隊法を改正「防衛省設置法及び自衛隊法の一部を改正する法律」（平成19年法律第80号。2007年（平成19年）6月8日公布）による改正して設置されたものである。
共同の部隊の旗に関しては自衛隊の旗を参照。

## 部隊
| 設置年月日               | 部隊名               | 隊司令               | 備考                                                                                |
| ------------------------ | -------------------- | -------------------- | ----------------------------------------------------------------------------------- |
| 2025年（令和7年）3月24日 | 統合作戦司令部       | 統合作戦司令官たる将 | 統合作戦司令官は、陸海空幕僚長並びに次官級審議官と同等の政令指定職7号の役職である。 |
| 2009年（平成21年）8月1日 | 自衛隊情報保全隊     | 将補                 |                                                                                     |
| 2022年（令和4年）3月17日 | 自衛隊サイバー防衛隊 | 将補                 | 自衛隊指揮通信システム隊を母体に編成                                                |
| 2025年（令和7年）3月24日 | 自衛隊海上輸送群     | 1佐                  |                                                                                     |

### 過去に存在した共同の部隊
| 設置年月日                | 廃止年月日               | 部隊名                   | 隊司令 | 備考                       |
| ------------------------- | ------------------------ | ------------------------ | ------ | -------------------------- |
| 2008年（平成20年）3月26日 | 2022年（令和4年）3月16日 | 自衛隊指揮通信システム隊 | 1佐    | 自衛隊サイバー防衛隊に改組 |

### 部隊定数の推移
| 年度                 | 自衛官定数      | 備考                                                          |
| -------------------- | --------------- | ------------------------------------------------------------- |
| 2007年（平成19年）度 | 152人           | 自衛隊指揮通信システム隊が新編                                |
| 2008年（平成20年）度 | 1,115人         |                                                               |
| 2009年（平成21年）度 | 1,159人         | 自衛隊情報保全隊が新編                                        |
| 2010年（平成22年）度 | 1,198人         |                                                               |
| 2011年（平成23年）度 | 1,227人         |                                                               |
| 2012年（平成24年）度 | 1,227人         |                                                               |
| 2013年（平成25年）度 | 1,227人         |                                                               |
| 2014年（平成26年）度 | 1,253人         |                                                               |
| 2015年（平成27年）度 | 1,253人         |                                                               |
| 2016年（平成28年）度 | 1,253人         |                                                               |
| 2017年（平成29年）度 | 1,259人         |                                                               |
| 2018年（平成30年）度 | 1,288人         |                                                               |
| 2019年（平成31年）度 | 1,350人         |                                                               |
| 2020年（令和02年）度 | 1,418人         |                                                               |
| 2021年（令和03年）度 | 1,552人         |                                                               |
| 2022年（令和04年）度 | 1,588人         | 自衛隊指揮通信システム隊が廃止され 自衛隊サイバー防衛隊に新編 |
| 2023年（令和05年）度 | 1,732人         | 令和6年度予算より「実員」が廃止される                         |
| 2024年（令和06年）度 | 2,193人         | 統合作戦司令部および自衛隊海上輸送群が新編                    |
| 2025年（令和07年）度 | 2,423人（予定） |                                                               |